# Christa Beurton
Christa Beurton (* 1945 als Christa Biste) ist eine deutsche Botanikerin.

## Leben
Beurton arbeitete zwischen 1969 und 1994 als wissenschaftliche Mitarbeiterin im Bereich Botanik und Arboretum an der Humboldt-Universität zu Berlin. 1976 promovierte sie dort. Von 1995 bis Oktober 2008 war sie Kuratorin für Phanerogame und Leiterin des Arboretum, der Spezialgärten im Botanischen Garten und die Botanischen Museen in Berlin-Dahlem an der Freien Universität Berlin.

## Publikationen (Auswahl)
- 2008: Rutaceae, en Flora de la República de Cuba, Serie A, Plantas Vasculares. Fasc. 14 (3): 1–128.
- 2004: Angostura ossana, a component of the Cuban flora. Willdenowia 34: 277–289.
- 2002: Clave de especies cubanas del género Zanthoxylum L. sl. (Rutaceae). Rev. Jard. Bot. Nac. 22: 157–163.
- 2001: Achillea L. p. 657–661 en: Jäger, E. J. & Werner, K. (ed.) Exkursionsflora von Deutschland 4. Gefäßpflanzen: Kritischer Band, ed. 9. – Heidelberg & Berlin [“2002”]
- 2000: Notes on Zanthoxylum (Rutaceae) from the Antiles. Wildenowia 30: 125–130.
- 2000: The genus Plethadenia (Rutaceae). Wildenowia: 30: 115–123.
- 1996: Die Früchte und Samen der kubanischen Zanthoxylum-Arten (Rutaceae). Wildenowia 26: 283–299.
- 1996: Zur Unterscheidung von Zanthoxylum americanum Mill. und Z. simulans Hance (Fam. Rutaceae). Mittlg. Dtsch. Dendrol. Ges. 82: 57–62.
- 1994: Gynoeceum and perianth in Zanthoxylum s.l. (Rutaceae). Plant. Syst. Evol. 189: 165–191.
- 1987: Phyllodienbildende Zanthoxylum-Sippen in Cuba II. Z. dumosum, Z. pseudodumosum, Z. ignoratum und Z. arnoldii (Fam. Rutaceae). Feddes Repert. 98: 53–73.
- 1986: Phyllodienbildende Zanthoxylum-Sippen in Cuba I. Zanthoxylum phyllopterum und Z. rolandii (Fam. Rutaceae). Feddes Repert. 97: 29–41.
- 1985: Zanthoxylum bissei, eine neue Art aus Cuba (Rutaceae). Rev. Jard. Bot. Nac. 6: 3–9.
- 1985: Zur Morphologie und Verbreitung von Achillea collina J. Becker ex Rchb. und A. pannonica Scheeele (Compositae) in der DDR. I. Achillea pannonica. Gleditschia 13: 113–125.
- 1978: Zytotaxonomische Untersuchungen des Formenkreises Achillea millefolium (Asteraceae) in der DDR. Feddes Repert. 88: 533–613.

## Autorenkürzel
Ihr botanisches Autorenkürzel ist Beurton.
Bis April 2015 hat sie 14 Pflanzen beschrieben.